# 1945 aux Territoires du Nord-Ouest
Chronologie des Territoires du Nord-Ouest
- 1941
- 1942
- 1943
- 1944
- 1945
- 1946
- 1947
- 1948
- 1949

Cette page concerne les événements survenus en 1945 dans le territoire canadien des Territoires du Nord-Ouest.

## Politique
- Premier ministre : Charles Camsell (Commissaire en gouvernement)
- Commissaire :
- Législature :